# گونتور
گونتور
شهر گونتور (به انگلیسی: Guntur) با جمعیت ۵۴۲٫۵۲۲ نفر در ایالت آندرا پرادش در کشور هند واقع شده‌است.